# خدمة مصادقة الإنترنت
خدمة مصادقة الإنترنت (IAS) هي أحد مكونات أنظمة تشغيل ويندوز سيرفر التي توفر مصادقة مركزية للمستخدم والتفويض والمحاسبة.

## نظرة عامة
في حين أن أمان التوجيه وخدمة الوصول عن بُعد (RRAS) كافٍ للشبكات الصغيرة، غالبًا ما تحتاج الشركات الكبيرة إلى بنية تحتية مخصصة للمصادقة. خدمة مصادقة عن بعد لمستخدم طلب هاتفي (RADIUS) هو معيار لخوادم المصادقة المخصصة.
يتضمن ويندوز 2000 Server و ويندوز سيرفر 2003 خدمة مصادقة الإنترنت (IAS)، وهي تطبيق لخادم خدمة مصادقة عن بعد لمستخدم طلب هاتفي. تدعم خدمة مصادقة الإنترنت (IAS) المصادقة للعملاء المستندة إلى مايكروسوفت ويندوز، وكذلك لعملاء الجهات الخارجية الذين يلتزمون بمعيار خدمة مصادقة عن بعد لمستخدم طلب هاتفي. تخزن خدمة مصادقة الإنترنت (IAS) معلومات المصادقة الخاصة به في Active Directory، ويمكن إدارته باستخدام نُهج الوصول عن بُعد. ظهرت خدمة مصادقة الإنترنت (IAS) لأول مرة لنظام التشغيل Windows NT 4.0 في Windows NT 4.0 Option Pack وفي نظام الإنترنت التجاري من Microsoft (MCIS) 2.0 و 2.5.
بينما تتطلب خدمة مصادقة الإنترنت (IAS) استخدام مكون خادم إضافي، فإنها توفر عددًا من المزايا مقارنة بالطرق القياسية لمصادقة RRAS. تشمل هذه المزايا المصادقة المركزية للمستخدمين وميزات التدقيق والمحاسبة وقابلية التوسع والتكامل السلس مع الميزات الحالية لـ RRAS.
في Windows Server 2008، يحل خادم نهج الشبكة (NPS) محل خدمة مصادقة الإنترنت (IAS). تؤدي NPS جميع وظائف IAS في ويندوز سيرفر 2003 لشبكة شبكة خاصة افتراضية والتوصيلات السلكية واللاسلكية المستندة إلى 802.1X وتجري تقييمًا صحيًا ومنح وصولاً غير محدود أو محدود لعملاء حماية الوصول إلى الشبكة.

## التسجيل
بشكل افتراضي، يسجل خدمة مصادقة الإنترنت (IAS) إلى الملفات المحلية (%systemroot%\LogFiles\IAS\*) على الرغم من أنه يمكن تكوينه لتسجيل الدخول إلى SQL أيضًا.
عند تسجيل الدخول إلى SQL، يبدو أن خدمة مصادقة الإنترنت (IAS) يغلف البيانات إلى لغة التوصيف القابلة للتوسعة، ثم يستدعي الإجراء report_event المخزن، ويمرر بيانات لغة التوصيف القابلة للتوسعة كنص ... يمكن للإجراء المخزن بعد ذلك إلغاء تغليف لغة التوصيف القابلة للتوسعة وحفظ البيانات حسب رغبة المستخدم.

## التاريخ
تم تضمين الإصدار الأولي من خدمة مصادقة الإنترنت مع ويندوز إن تي 4.0 Option Pack.
أضاف تطبيق ويندوز 2000 Server دعمًا لمزيد من الدقة الذكية لأسماء المستخدمين التي تشكل جزءًا من مجال ويندوز سيرفر، ودعم تسجيل صيغة التحويل الموحد-8 (UTF-8)، وتحسين الأمان.  أضاف أيضًا دعمًا لمصادقة EAP لشبكات IEEE 802.1x. في وقت لاحق تمت إضافة PEAP (مع حزمة الخدمة 4).
يقدم تطبيق ويندوز سيرفر 2003 دعمًا لتسجيل الدخول إلى قاعدة بيانات مايكروسوفت إس كيو إل سيرفر، والمصادقة عبر الغابات (لحسابات مستخدمي Active Directory في الغابات الأخرى التي تربط بها مجموعة غابات خادم IAS علاقة ثقة عبر مجموعة التفرعات، ولا يجب الخلط بينها وبين ثقة المجال التي كانت ميزة في IAS منذ NT4)، ودعم المصادقة القائمة على المنفذ آي تربل إي 802.11، وغيرها من الميزات.
تدعم جميع إصدارات IAS إعدادات النطاقات المتعددة. يدعم Windows Server 2003 فقط عبر مجموعة التفرعات. بينما يتضمن إصدار NT4 وكيل Radius، لم يكن لدى ويندوز 2000 مثل هذه الميزة. أعاد ويندوز سيرفر 2003 تقديم الميزة وهو قادر على الوكيل الذكي وتوازن التحميل وتحمل الأخطاء من الخوادم الخلفية المعيبة أو التي لا يمكن الوصول إليها.

## وصلات خارجية
- نشر خدمة مصادقة الإنترنت (IAS) في نظام التشغيل Windows 2003
- خدمة مصادقة الإنترنت في Microsoft Windows 2000 Resource Kit
- مقال يصف كيفية تسجيل IAS (RADIUS) + DHCP إلى SQL
- قم بتكوين IAS RADIUS للحصول على شبكة LAN لاسلكية 802.1x آمنة
- كيفية التسجيل الذاتي لخادم RADIUS للمصادقة الآمنة PEAP أو EAP-TTLS
- أداة تحليل سجل IAS. يسمح بتصور ملفات سجل iAS